# 翔テレビジョン
翔テレビジョン株式会社（しょうてれびじょん、略称：Show-TV）は、テレビ番組などの映像コンテンツを企画、制作、販売、配信を行う総合エンターテイメント会社である。

## 会社概要
- 所在地
  - 東京都港区新橋5-13-6　汐留英テラス5F/6F（制作本部）
  - 東京都世田谷区三軒茶屋1-37-3　山本ビル9F（営業本部）
- 設立年月日：1987年11月12日
- 代表者：鈴木昌利

## 主な制作番組

### プログラム放送中
TBS系
- 夢の彼方に・JAMAICA・MEXICO（BS-TBS）[1]
- ザ・ベストホテル（BS-TBS）
- おはよう健康体操（BS-TBS）
- ヒットリサーチ (BS-TBS)
- ワンダーアーストラベラー (BS-TBS)

### プログラム放送終了
日本テレビ系
- 歌のトップテン
- こちら夢スタジアム
- 24時間テレビ 「愛は地球を救う」
- 巨泉のこんなモノいらない!?
- 新春スポーツスペシャル箱根駅伝
- ズームイン!!朝!
- 全国高等学校クイズ選手権
- 全日本人文字コンテスト
- 平成あっぱれテレビ
- 所さんのまっかなテレビ
- ビートたけしのお笑いウルトラクイズ
- 日本民謡大賞
- 世界陸上'91
- 日本テレビ音楽の祭典
- 日立 あしたP-KAN気分!
- DAISUKI!
- 欽ちゃんの仮装大賞
- ジパングあさ6
- 今夜も歌はナイト!
- スーパー電波バザール 年越しジャンボ同窓会
- おしゃれカンケイ
- 2年越し!超超興奮!仰天"生"テレビ!!
- メレンゲの気持ち
- ものまねバトル
  - ニッテる!
- とんねるずの生でダラダラいかせて!!
- 世界の決定的瞬間奇跡と感動の大救出
- ロンブー龍スペシャル
- さんま&SMAP!美女と野獣のクリスマススペシャル
- スーパーテレビ情報最前線
- AX MUSIC-FACTORY
- 知ってるつもり?!
- モー。たいへんでした
- 日本のミカタ
- 1億3000万人が選ぶ!ベストアーティスト
- 松本人志・中居正広VS日本テレビ 勝ったら1000万円差し上げます
- AX MUSIC-TV
- ニュース朝いち430
- 午後は○○おもいッきりテレビ
- 真相報道 バンキシャ!
- 鶴の間
- 大笑点
- ヒットメーカー 阿久悠物語
- おもいッきりイイ!!テレビ
- さだまさしコンサート（CS日本）
- AXミュージック・プラス（CS日本）
- 音楽戦士 MUSIC FIGHTER
- 音龍門
- ご存じですか　くらしナビ最前線
- 日テレNEWS24

TBS系
- 日本有線大賞
- しあわせ家族計画
- オフレコ!
- ザ・プライスハンター
- グッドライフ元気回復！リラックスサロン探訪紀（BS-i）

フジテレビ系
- ムツゴロウとゆかいな仲間たち
- 夜のヒットスタジオ
- THE WEEK
- ライオンのいただきます
- アンテナホット7
- とんねるずのみなさんのおかげです
- 花王ファミリースペシャル　賀来千香子

テレビ東京系
- 癒し戦隊 ヴィーナス・エンジェル

その他
- 浅野温子 神話への誘い（舞台）